# 冲浪男人
《冲浪男人》（英語：Chasing Mavericks）是一部2012年柯蒂斯·汉森和迈克尔·艾普特联合执导的美国传记剧情片，讲述美国冲浪运动员Jay Moriarity的生平事迹。

## 剧情
1987年，年仅8岁的男孩Jay Moriarity在海边由于意外而落入水中，幸亏得到中年男子、冲浪爱好者Frosty Hesson的相救而安全无事。而Frosty是Jay的邻居，Jay从此对冲浪运动产生了浓厚兴趣。15岁时，Jay又目睹了Frosty与另外三位冲浪爱好者在大海上挑战Mavericks巨浪。在Jay的坚持要求下，Frosty开始教Jay如何学习冲浪技巧，Jay在12周之內必须学会如何观察并要写文章。经过12周的训练，16岁的Jay终于挑战Mavericks巨浪成功，他也因此成名并和Kim结婚。
然而不幸的是，深爱极限水上运动的Jay却在马尔代夫的一次自由式潜水活动时溺亡，享年不过22岁。

## 角色
- Jonny Weston - Jay Moriarity
- Gerard Butler - Frosty Hesson
- Elisabeth Shue - Kristy Moriarity，Jay的母亲，她单独抚养着儿子
- Abigail Spencer - Brenda Hesson，Frosty的妻子，因病过世
- Leven Rambin - Kim，Jay的女友，后来成为Jay的妻子
- Greg Long - Magnificent 1
- Peter Mel - Magnificent 2
- Zach Wormhoudt - Magnificent 3
- Devin Crittenden - Blond
- Taylor Handley - Sonny
- Cooper Timberline - 儿童时期的 Jay
- Harley Graham - 儿童时期的 Kim

## 制作
2011年10月开始制作。